# Ефимьев, Максим Иванович
Макси́м Ива́нович Ефи́мьев (? — после 1821) — капитан 1-го ранга (1817) российского флота.
В мае 1785 зачислен кадетом в Морской Корпус, гардемарин (май 1789), мичман (май 1791 года). Участник русско-шведской войны 1788—1790 годов, где принимал участие в Эландском (1789), Красногорском и Выборгском (1790) морских сражениях. С 1793 года переведён в Черноморский флот. Произведён в лейтенанты флота (ноябрь 1795 года). Принимал участие в Средиземноморской экспедиции адмирала Ушакова (1799—1800). С 1800 года вновь вернулся на службу на Балтийский флот. В 1800—1804 годов командовал на Балтике катерами «Ястреб» и «Этна», галиотом «Утка» и бригом «Котка». В 1806 году на корабле «Рафаил» в эскадре адмирала Сенявина перешёл из Кронштадта к острову Корфу. Участник русско-турецкой войны 1806—1812 годов (в Архипелаге). Отличился в сражениях с турецким флотом при Афоне и Дарданеллах (1807), при взятии крепости острова Тенедос (1807). За отличие в боях награждён орденом Св. Анны 3-й степени (1807). Произведён в капитан-лейтенанты (январь 1809 года). В 1809 году вернулся на английском транспорте из Портсмута в Ригу. За выслугу в 18 морских кампаний награждён орденом Св. Георгия 4-го класса (26 ноября 1809 года). В 1810—1813 годах служил в Архангельске, с 1813 — вновь в Кронштадте. В 1816 году командовал корветом «Мельпомена», плавал в Финском заливе. Произведен в капитаны 1-го ранга (1 марта 1817 года). 6 мая 1820 года назначен советником Кронштадтского казначейства, исключен из списков флота и переведён на гражданскую службу с чином коллежского советника.